# Karkkila
Pour les articles homonymes, voir Högfors.
Karkkila (Högfors en suédois) est une ville dans la région d'Uusimaa au sud de la Finlande.

## Histoire
Le lieu n'est que très peu peuplé avant la découverte des mines de fer de Rautamäki au début du XIXe siècle. L'exploitation de ces mines conduit à l'installation d'une fonderie à proximité, au lieu-dit de Högfors, en 1822. Les décennies suivantes voient le développement d'une ville industrielle miniature, très riche par rapport aux communes agricoles voisines. La paroisse devient indépendante sous le nom de Pyhäjärvi Uudenmaan lääni (Pyhäjärvi de la province d'Uusimaa) en 1869, puis Karkkila est fondée en 1932 à partir de cette commune rurale, avant de devenir une ville en 1977.
La ville conserve aujourd'hui une tradition industrielle. Sur le plan politique, la gauche domine les débats, et plus particulièrement l'Alliance des gauches, l'ancien parti communiste, cas de figure très rare dans la Finlande d'aujourd'hui.
Les industries ont souffert lors de la grande crise de 1993, la ville a alors vu son taux de chômage exploser et sa population décliner. Aujourd'hui, la proximité relative d'Helsinki lui permet de gagner de nouveaux habitants.

## Géographie
Le paysage est accidenté, façonné par les glaciations, traversé notamment par la moraine de Salpausselkä. La colline de Loukkumäki est avec 174 mètres le point culminant de la région d'Uusimaa.
La capitale Helsinki est à 66 km, très bien reliée par la nationale 2. Le nombre d'habitants qui commutent chaque jour pour leur travail reste encore faible mais en nette croissance. De l'autre côté, la nationale 2 continue vers Pori (178 km) via Forssa (48 km).
La ville est aussi desservie par les routes régionales 126 et 133.
Les municipalités voisines sont Vihti au sud et à l'est, Nummi-Pusula au sud-ouest, et dans le Kanta-Häme Tammela au nord-ouest et Loppi au nord.

## Démographie
Depuis 1980, l'évolution démographique de Karkkila est la suivante :
| Année      | 1980  | 1985  | 1990  | 1995  | 2000  | 2005  |
| ---------- | ----- | ----- | ----- | ----- | ----- | ----- |
| population | 8 330 | 8 355 | 8 925 | 8 609 | 8 753 | 8 807 |

| Année      | 2010  | 2015  | 2020  |
| ---------- | ----- | ----- | ----- |
| population | 9 209 | 8 969 | 8 696 |

## Économie
En 2019, le taux de chômage à Karkkila était de 10,4 %.
La même année, Karkkila comptait 2 753 emplois, dont 56,7% dans les services, 39,3% dans la transformation, 2,0% dans la production primaire et 2,0% dans les autres industries.

### Principales entreprises
En 2021, les principales entreprises de Karkkila par chiffre d'affaires sont :
| Société                        | C.A.  |
| ------------------------------ | ----- |
| Componenta Castings Oy Högfors | 36 M€ |
| Sew Industrial Gears Oy        | 29 M€ |
| Auto-Kehä Karkkila             | 24 M€ |
| Biofarm Oy                     | 12 M€ |
| K-Supermarket Karkkila         | 8 M€  |
| MeriMet Oy                     | 6 M€  |
| Sabora Pharma Oy               | 5 M€  |
| PK Sprinkleriasennus Oy        | 4 M€  |
| Euro-Hydro Oy                  | 4 M€  |
| Koneistamo Verax Oy            | 3 M€  |

### Employeurs
En 2021, ses plus importants employeurs sont:
| Employeur                      | Employés |
| ------------------------------ | -------- |
| Componenta Castings Oy Högfors | 294      |
| Sew Industrial Gears Oy        | 165      |
| Auto-Kehä Karkkila             | 47       |
| MeriMet Oy                     | 35       |
| Sabora Pharma Oy               | 20       |
| Euro-Hydro Oy                  | 20       |
| Sähkö-Wiik Oy                  | 19       |
| PK Sprinkleriasennus Oy        | 18       |
| K-Supermarket Karkkila         | 18       |
| Asko Anttila Oy                | 18       |

## Transports

### Transports routiers
Karkkila est traversée par la route nationale 2 et par les routes régionales 126, 133 et 134

### Distances
- Loppi 17 km
- Forssa 40 km
- Helsinki 70 km
- Hyvinkää 45 km
- Hämeenlinna 65 km
- Lohja 40 km
- Pori 175 km
- Riihimäki 50 km
- Turku 120 km

## Personnalités
- Sampsa Astala),
- Ilmari Huitti,
- Rainer Virtanen,
- Viljo Virtanen,
- Aki Kaurismäki,
- Aleksi Salmenperä,
- Heikki Järn,
- Juha Salo,
- Mira Salo,
- Markku Uusipaavalniemi,
- Olavi Uusivirta,
- Kari Vepsä,
- Christopher Gibson,
- Kaj Kunnas,
- Petri Hiltunen,
- Irma Melaja

## Jumelages
- Jumelages et partenariats de Karkkila.| Ville | Ville                 | Pays | Pays        |
| ----- | --------------------- | ---- | ----------- |
|       | Agros                 |      | Chypre      |
|       | Altée                 |      | Espagne     |
|       | Bad Kötzting          |      | Allemagne   |
|       | Bellagio              |      | Italie      |
|       | Bundoran              |      | Irlande     |
|       | Chojna                |      | Pologne     |
|       | Commune de Türi       |      | Estonie     |
|       | Granville             |      | France      |
|       | Holstebro             |      | Danemark    |
|       | Houffalize            |      | Belgique    |
|       | Judenburg             |      | Autriche    |
|       | Kőszeg                |      | Hongrie     |
|       | Marsaskala            |      | Malte       |
|       | Meerssen (en)         |      | Pays-Bas    |
|       | Niederanven           |      | Luxembourg  |
|       | Prienai               |      | Lituanie    |
|       | Prienai Eldership (d) |      | Lituanie    |
|       | Préveza               |      | Grèce       |
|       | Sesimbra              |      | Portugal    |
|       | Sherborne             |      | Royaume-Uni |
|       | Sigulda               |      | Lettonie    |
|       | Siret                 |      | Roumanie    |
|       | Sušice                |      | Tchéquie    |
|       | Tryavna               |      | Bulgarie    |
|       | Zvolen                |      | Slovaquie   |
|       | Škofja Loka           |      | Slovénie    |

## Galerie

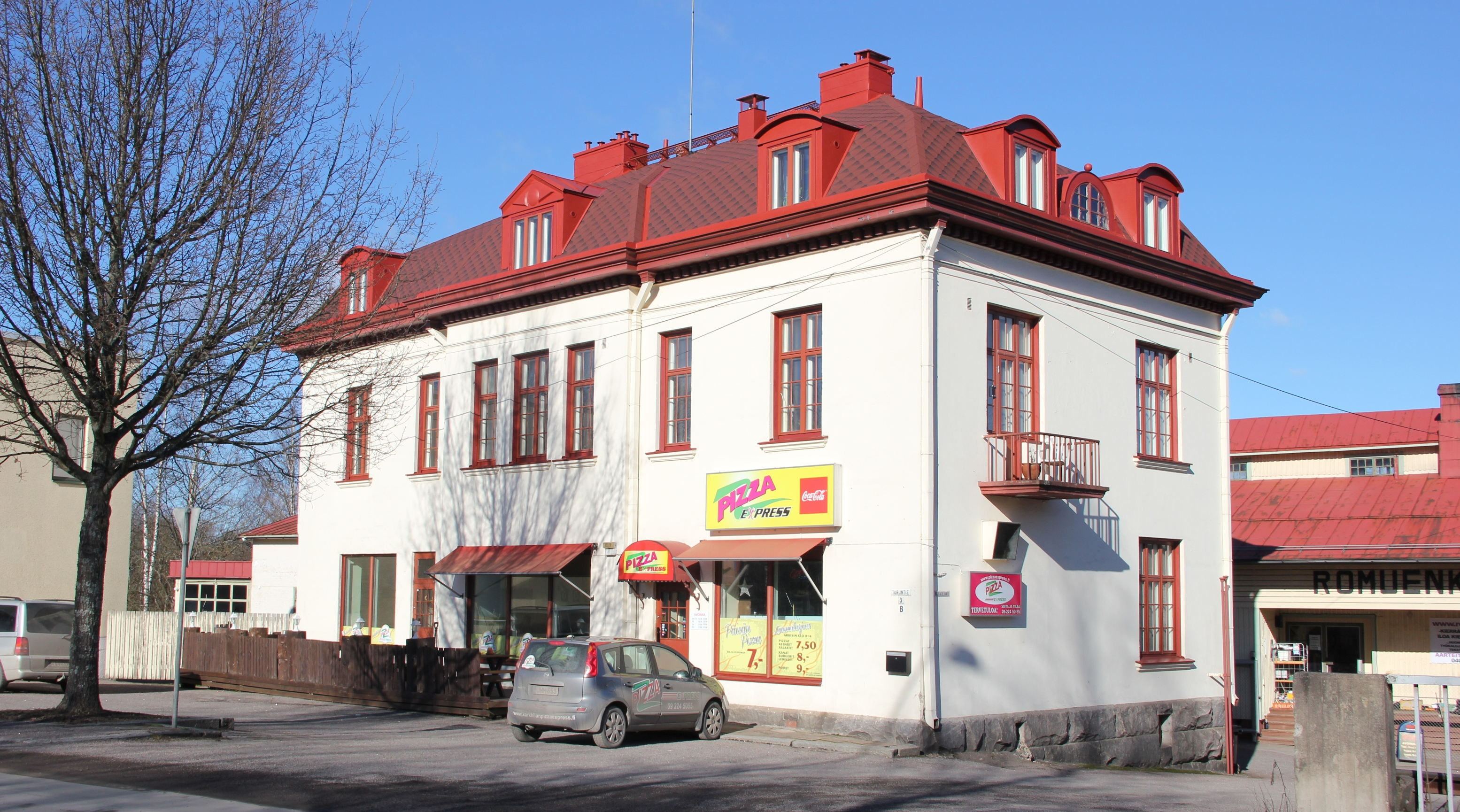
Ancienne Suomen Yhdyspankki.
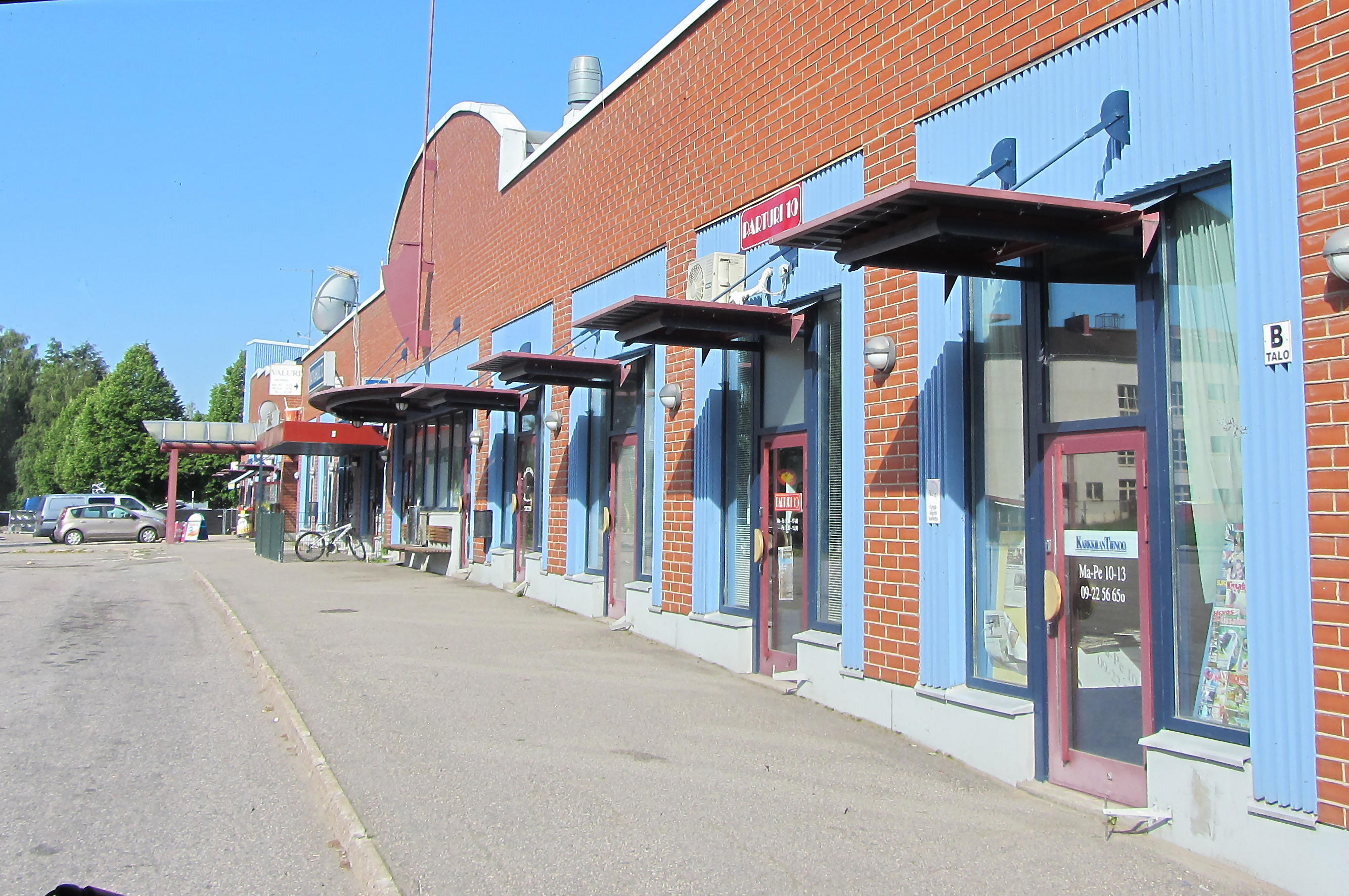
Gare routière.
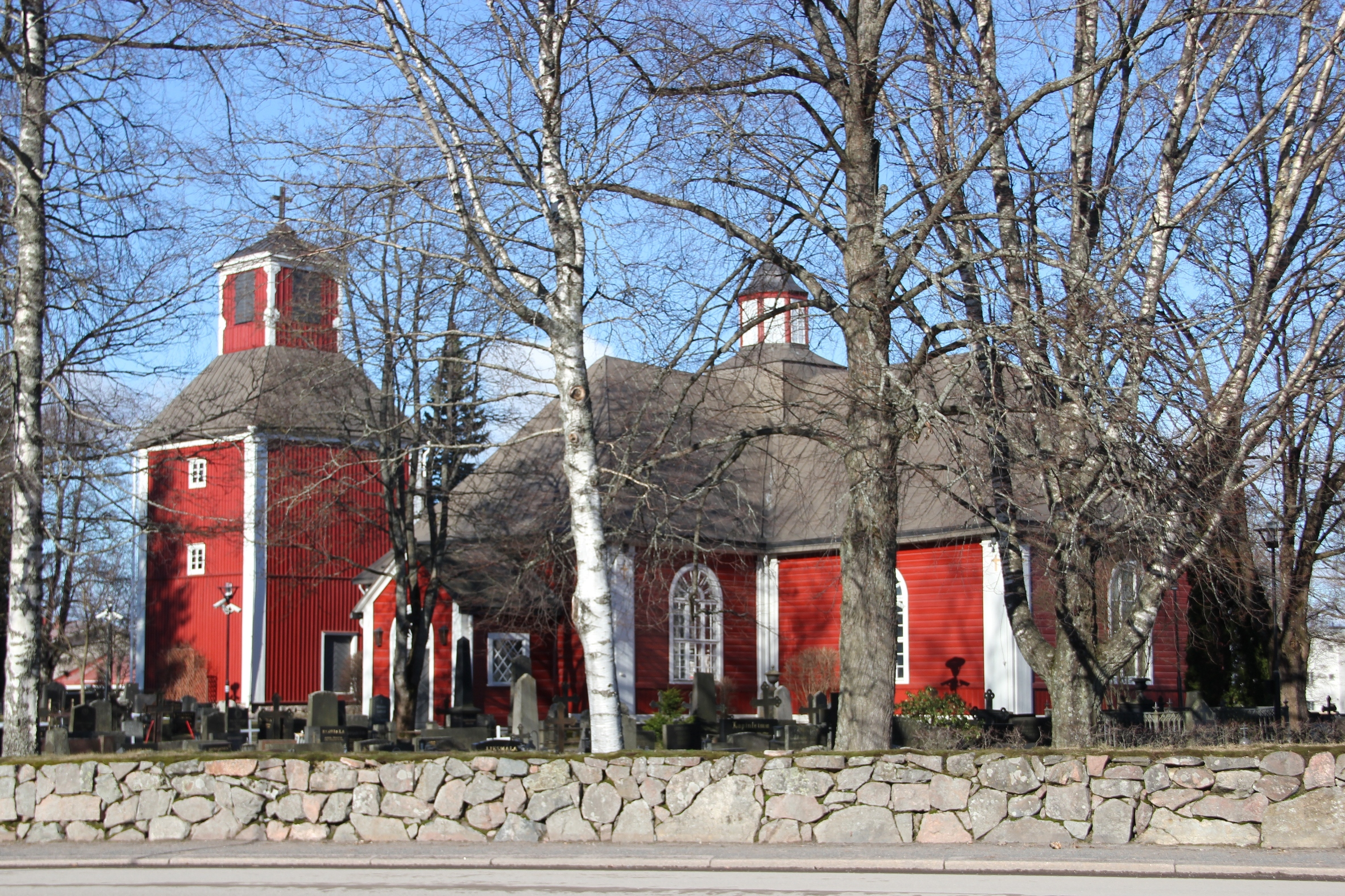
Église de Karkkila.
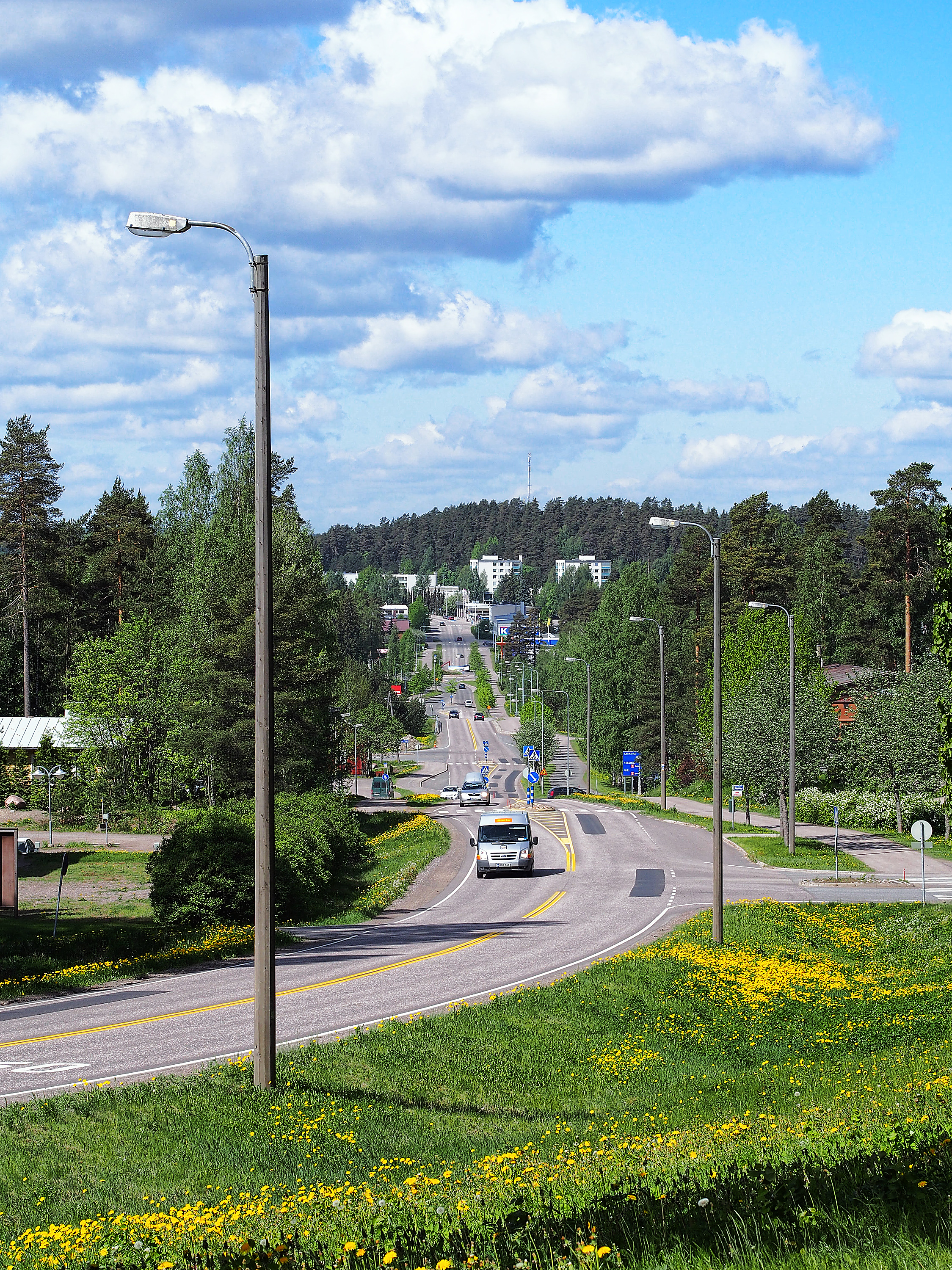
Rue Vihtijärventie.
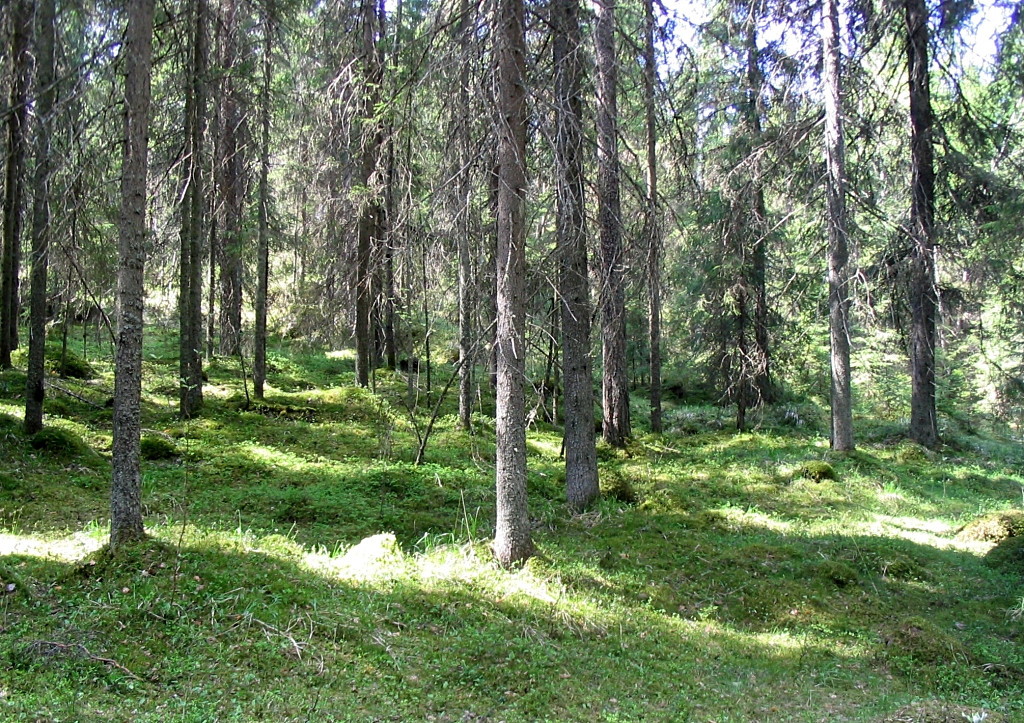
Parc national de Liesjärvi.
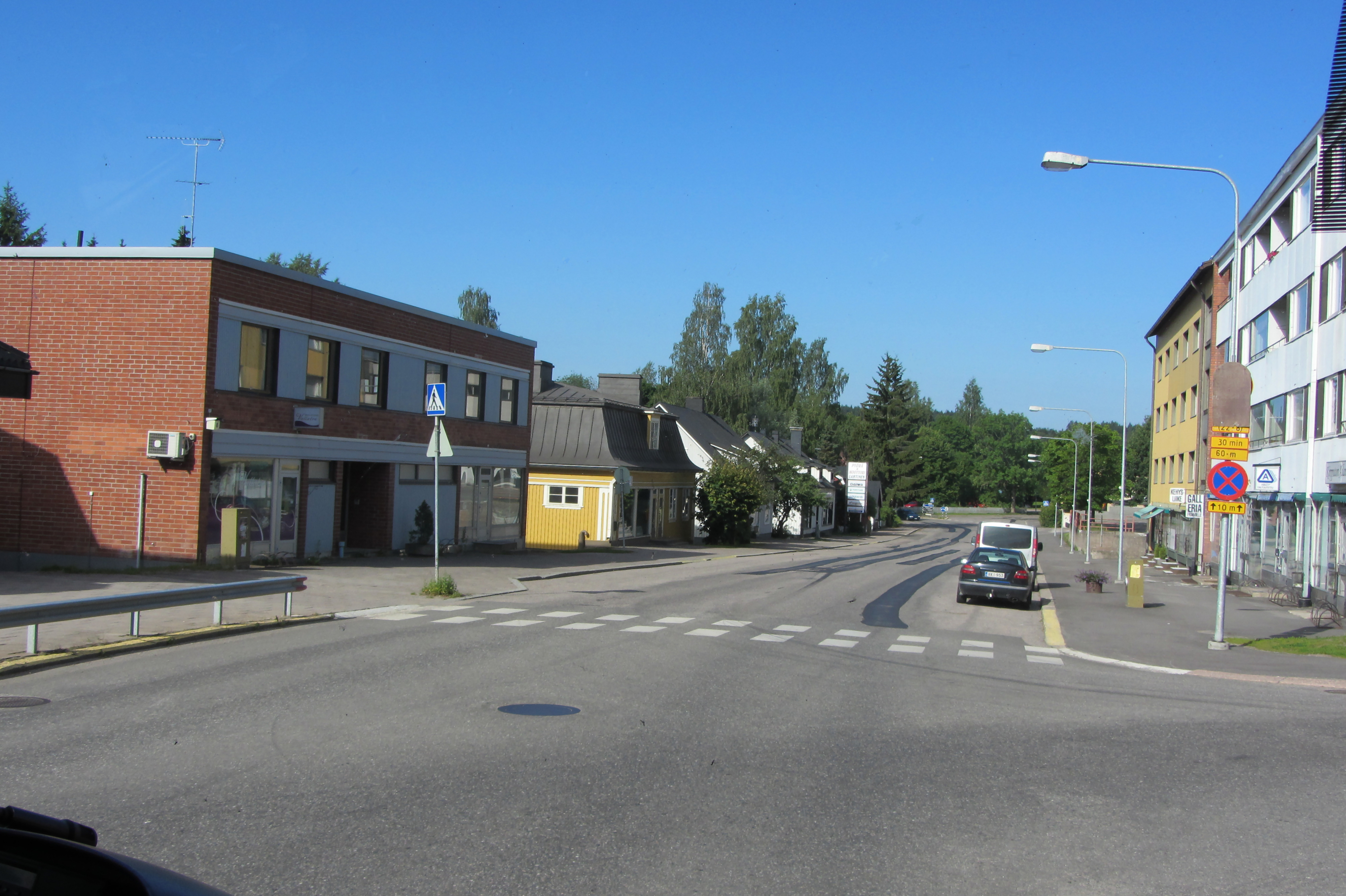
La Seututie 126.